# Leonardo Augusto Coimbra
Leonardo Augusto Coimbra (Póvoa de Varzim, 9 de abril de 1914 — Guiné-Bissau, 26 de julho de 1970) foi um médico, político e benemérito português. Foi deputado à Assembleia Nacional entre 1965 e 1970.

## Biografia
Leonardo Augusto Coimbra nasceu na Póvoa de Varzim a 9 de abril de 1914. Era filho de Leonardo Coimbra.
Em 1941 licenciou-se em Medicina na Faculdade de Medicina da Universidade do Porto e fez o estágio em Londres nos serviços de Cirurgia Torácica.
Foi assistente voluntário nos serviços de cirurgia da Universidade do Porto (1941-1947), diretor do Sanatório de D. Manuel II (1950-1955) em Vila Nova de Gaia, membro da Direção dos Serviços Médicos da Caixa de Previdência Têxtil e Comércio, Médico-chefe de um posto da Caixa de Previdência e Abono de Família do Distrito do Porto (1965) e diretor clínico do Sanatório de Louredo da Serra e da Siderurgia do Marão.
Fundou a Associação Protetora da Criança contra a Crueldade e o Abandono (1953), com casas para crianças abandonadas e maltratadas, sitas em Valadares e em Vila Nova de Gaia, para recuperação de crianças portadoras de deficiência, localizadas na Senhora da Hora, São Mamede de Infesta e em Gemunde-Famalicão; e a abertura, embora provisória, de um Centro de Recuperação da Criança (1966).
Na política fez parte da Assembleia Nacional, pelo Círculo do Porto, nas IX (1965-1969) e X (1969-1973) legislaturas, tendo participado nas Comissões de Trabalho, Previdência e Assistência Social.
Leonardo Augusto Coimbra morreu na Guiné-Bissau em 26 de julho de 1970, vítima de um acidente de helicóptero.
Pela sua ação benemérita foi condecorado postumamente, a 6 de março de 1971, com o grau de Grande-Oficial da Ordem da Benemerência (actual Ordem do Mérito).

## Obras
- Terra Santa: evocação dos seus caminhos
- Para uma Política Social Cristã
- Condições duma Ética Social-criadora
- O Homem e a Máquina: patologia do trabalho